# Laureano Antonio Villa Suárez
Laureano Antonio Villa Suárez, meglio noto come Toni Villa (Murcia, 7 gennaio 1995), è un calciatore spagnolo, centrocampista dell'Eibar.

## Carriera
Cresciuto nel settore giovanile del Real Valladolid, ha esordito con la seconda squadra del club castigliano il 23 aprile 2014, nella partita vinta per 5-1 contro il Racing Lermeño. L’8 giugno 2016, dopo due stagioni da titolare, prolunga con il Pucela fino al 2018, venendo tuttavia ceduto il successivo 4 agosto al Leonesa.
Conquistata una storica promozione in Segunda División con il club di León, che mancava da ben 42 anni, fa ritorno al Real Valladolid, che aveva mantenuto un’opzione di riacquisto sul giocatore. Il 4 dicembre 2017 rinnova fino al 2021 con i bianco-viola.

## Statistiche

### Presenze e reti nei club
Statistiche aggiornate al 30 giugno 2019.
| Stagione               | Squadra                | Campionato             | Campionato | Campionato | Coppe nazionali | Coppe nazionali | Coppe nazionali | Coppe continentali | Coppe continentali | Coppe continentali | Altre coppe | Altre coppe | Altre coppe | Totale | Totale |
| Stagione               | Squadra                | Comp                   | Pres       | Reti       | Comp            | Pres            | Reti            | Comp               | Pres               | Reti               | Comp        | Pres        | Reti        | Pres   | Reti   |
| ---------------------- | ---------------------- | ---------------------- | ---------- | ---------- | --------------- | --------------- | --------------- | ------------------ | ------------------ | ------------------ | ----------- | ----------- | ----------- | ------ | ------ |
| 2016-2017              | Leonesa                | SDB                    | 36+4       | 5+2        | CR              | 5               | 0               | -                  | -                  | -                  | -           | -           | -           | 45     | 7      |
| 2017-2018              | Real Valladolid        | SD                     | 30+4       | 2          | CR              | 4               | 0               | -                  | -                  | -                  | -           | -           | -           | 38     | 2      |
| 2018-2019              | Real Valladolid        | PD                     | 26         | 2          | CR              | 0               | 0               | -                  | -                  | -                  | -           | -           | -           | 26     | 2      |
| Totale Real Valladolid | Totale Real Valladolid | Totale Real Valladolid | 56+4       | 4          |                 | 4               | 0               |                    | -                  | -                  |             | -           | -           | 64     | 4      |
| Totale carriera        | Totale carriera        | Totale carriera        | 92+8       | 9+2        |                 | 9               | 0               |                    | -                  | -                  |             | -           | -           | 109    | 11     |